# Gelanggang Gajah
Gelanggang Gajah is een bestuurslaag in het regentschap Aceh Barat Daya van de provincie Atjeh, Indonesië. Gelanggang Gajah telt 1371 inwoners (volkstelling 2010).